# Szugyiszlavl
Szugyiszlavl (oroszul: Судиславль) városi jellegű település Oroszország Kosztromai területén, a Szugyiszlavli járás székhelye.		
Lakossága: 4913 fő (a 2010. évi népszámláláskor).

## Fekvése
Kosztromától kb. 50 km-re északkeletre, a Kosztroma–Galics (Р-100, R-100 jelű) és a Kosztroma–Makarjev országút elágazásánál (találkozásánál) fekszik. Az azonos nevű vasútállomás 5 km-re van, a Kosztroma–Galics vonalon.

## Története
A települést először az 1360. évnél említi egy 17. században keletkezett, de kétes hitelességű évkönyv. Az első valóban megbízható említés 1572-ből származik, ebben IV. Iván cár fiának adományozza Kosztromával és Bujjal együtt Szugyiszlavot is. A 16. században város (gorod), vagyis fallal körülvett erődítmény volt a moszkvai állam északkeleti határán. 1719-ben városi rangban ujezd székhelye lett. Városi rangját sokáig megtarthatta, bár a közigazgatási székhelyet 1778-ban más helységbe helyezték át. 
A 18. században forgalmas kereskedővárossá vált (különleges árucikke volt a szárított és sózott gomba) és az óhitűek (sztaroobrjadci) erősségének számított, akik sokat tettek a település fejlődéséért. Miután a helyi mozgalmat felszámolták és jelentős vagyonra szert tett vezetőjüket 1846-ban száműzték, a város fejlődése megállt és csak a század végén folytatódott. Ekkor számos vegyi-, bőr- és élelmiszeripari üzeme volt.
1925-ben megfosztották városi rangjától, 1928-ban járási székhely lett, majd 1963-ban városi jellegű település besorolást kapott.
A település egyik nevezetes műemléke a Szpaszo-Preobrazsenszkij- (Megváltó színeváltozása-) székesegyház és mellette álló harangtornya, a régi városi kreml helyén. Több kereskedői ház is fennmaradt a 19. századból.